# Copa del Rey de baloncesto en silla de ruedas 2019
La 41.ª edición de la Copa del Rey de Baloncesto en Silla de Ruedas se celebró en L'Alqueria del Basket de Valencia los días 23 y 24 de febrero de 2019.
El torneo se disputó por segunda vez a la Comunidad Valenciana después de disputarse en Alcoy en el año 2000. El título copero se ha puesto en juego en 13 comunidades autónomas (todas salvo Islas Baleares, Canarias, La Rioja y Región de Murcia) y Ceuta, y sería la primera vez que se hiciera en Valencia.
El CD Ilunion defendió el título no sólo conseguido el año anterior en Burgos, sino ininterrumpidamente desde que en 2011 se disputara en Marbella. El conjunto madrileño es el club más laureado de la Copa del Rey, que había ganado en 17 ocasiones, por delante del Ademi Málaga (10), el ONCE Andalucía (7), el Virgen del Rocío (4) y el BSR ACE Gran Canaria (2).

## Equipos participantes
Los ocho primeros clasificados después de la primera mitad de la temporada regular de la División de Honor de Baloncesto en Silla de Ruedas de España 2018–19 se clasifican para el torneo.
| - Club Deportivo Ilunion - Bidaideak Bilbao | - Extremadura Mideba Calero Suministros - Fundación Grupo Norte - BSR Amiab Albacete - Rincón Dental Amivel - ACE Gran Canaria - Iberconsa Amfiv |

## Árbitros
Los árbitros que acudieron a la cita copera fueron:
- Hector Carmona Díez (IWBF)
- Patricia Díez Cabaleiro (IWBF)
- Carlos Ferrera Granado (IWBF)
- Nicolás José Forero Rosillo
- Jorge González Marqués (IWBF)
- Manuel González Núñez (IWBF)
- Araceli Mulet Allès
- Jordi Rubí Uría
- Laura Salgado Guimarey (IWBF)
- María Teresa Tejido Domínguez
- Ángel Vega García
- Samuel Izquierdo (IWBF)

## Resultados
|  | Cuartos de final     | Cuartos de final |                    |                  | Semifinales   | Semifinales   |                    |                  | Final            | Final         |  |
|  | 23 de febrero        | 23 de febrero    |                    |                  | 23 de febrero | 23 de febrero |                    |                  | 24 de febrero    | 24 de febrero |  |
|  |                      |                  |                    |                  |               |               |                    |                  |                  |               |  |
|  |                      |                  |                    |                  |               |               |                    |                  |                  |               |  |
|  | Extremadura          | 65               |                    |                  |               |               |                    |                  |                  |               |  |
|  | Extremadura          | 65               |                    |                  |               |               |                    |                  |                  |               |  |
|  | CD Ilunion           | 81               |                    |                  |               |               |                    |                  |                  |               |  |
|  | CD Ilunion           | 81               |                    | CD Ilunion       | 75            |               |                    |                  |                  |               |  |
|  |                      |                  |                    | CD Ilunion       | 75            |               |                    |                  |                  |               |  |
|  |                      |                  | BSR Amiab Albacete | 54               |               |               |                    |                  |                  |               |  |
|  | F. Grupo Norte       | 64               | BSR Amiab Albacete | 54               |               |               |                    |                  |                  |               |  |
|  | F. Grupo Norte       | 64               |                    |                  |               |               |                    |                  |                  |               |  |
|  | BSR Amiab Albacete   | 77               |                    |                  |               |               |                    |                  |                  |               |  |
|  | BSR Amiab Albacete   | 77               |                    |                  |               |               |                    | Bidaideak Bilbao | 53               |               |  |
|  |                      |                  |                    |                  |               |               |                    | Bidaideak Bilbao | 53               |               |  |
|  |                      |                  | CD Ilunion         | 75               |               |               |                    |                  |                  |               |  |
|  | Rincón Dental Amivel | 42               | CD Ilunion         | 75               |               |               |                    |                  |                  |               |  |
|  | Rincón Dental Amivel | 42               |                    |                  |               |               |                    |                  |                  |               |  |
|  | ACE Gran Canaria     | 63               |                    |                  |               |               |                    |                  |                  |               |  |
|  | ACE Gran Canaria     | 63               |                    | ACE Gran Canaria | 44            |               |                    | Tercer lugar     | Tercer lugar     |               |  |
|  |                      |                  |                    | ACE Gran Canaria | 44            |               |                    | Tercer lugar     | Tercer lugar     |               |  |
|  |                      |                  | Bidaideak Bilbao   | 79               |               |               |                    |                  |                  |               |  |
|  | Bidaideak Bilbao     | 88               | Bidaideak Bilbao   | 79               |               |               | BSR Amiab Albacete | 68               |                  |               |  |
|  | Bidaideak Bilbao     | 88               |                    |                  |               |               | BSR Amiab Albacete | 68               |                  |               |  |
|  | Iberconsa Amfiv      | 66               |                    |                  |               |               |                    |                  | ACE Gran Canaria | 47            |  |
|  | Iberconsa Amfiv      | 66               |                    |                  |               |               |                    |                  | ACE Gran Canaria | 47            |  |
|  |                      |                  |                    |                  |               |               |                    |                  |                  |               |  |

| Campeones de la Copa del Rey 2019 |
| --------------------------------- |
| Bandera de la Comunidad de Madrid |
| CD Ilunion 18.º título            |